# Ben 10: Protector of Earth
Ben 10: Protector of Earth (с англ. — «Бен-10: Защитник Земли») — компьютерная игра, основанная на американском мультсериале Бен 10. Игра была выпущена компанией D3 Publisher в конце октября — начале ноября 2007 года для игровых консолей PlayStation 2, Wii, PlayStation Portable и Nintendo DS.

## Сюжет
Главный герой — 10-летний Бен Теннисон (англ. Ben Tennyson), который обладает инопланетными часами Омнитрикс (англ. Omnitrix), позволяющими ему превращаться в 11 инопланетян. Однажды ночью, когда Бен спал, робот инопланетного захватчика Вилгакса прилетел на Землю и забрал ДНК пришельцев, материалы которых он хочет использовать для уничтожения мира. Бен отправляется в путешествие, чтобы вернуть все образцы. 

## Геймплей
Игрок управляет Беном Теннисоном и помогает ему путешествовать по пяти регионам территории Соединенных Штатов, чтобы восстановить все образцы ДНК Омнитрикса, украденные Вилгаксом, которые хотят использовать для уничтожения мира. Геймплей состоит из решения головоломок и сражениями с толпами врагов. Бен также имеет доступ к своему Омнитриксу, что позволяет ему трансформироваться в различные инопланетные формы со специфическими способностями. В начале игры Бен может получить доступ только к нескольким из своих инопланетных форм (силач и человек-огонь) в течение ограниченного времени, но по мере прохождения игры и побед над боссом Бен может получить доступ к новым инопланетным формам (Силач, Человек-огонь, Молния, Ядро и Дикая лоза) и даже разблокировать «мастер-контроль», что означает, что он может оставаться инопланетянином в течение бесконечного количества времени или переключаться между инопланетянами, не истощая энергию Omnitrix. Атакующие комбо можно разблокировать, собрав очки Omnitrix. Можно собирать ограниченные приросты мощности или способности к неуязвимости, а также бонусы, чтобы ускорить перезарядку Omnitrix. На каждом основном уровне спрятаны три карты Sumo Slammer, которые после сбора разблокируют различные функции, например просмотр фрагментов роликов.  
После каждого уровня игрок получает вознаграждение, в зависимости от того, как быстро он достигает поставленных целей.

## Рецензии
Приём критиков был в основном средним. IGN оценил версии на Wii, PlayStation 2 и PlayStation Portable на 6,8 из 10, отметив, что графика с затенением, простой игровой процесс и сохранение на лету подходят целевой демографической группе, но вряд ли могут быть рекомендованы продвинутым геймерам. Лукас М. Томас оценил версию Nintendo DS на один балл выше, похвалив её геймплей и звук. 
Eurogamer дал версиям на Wii, PlayStation 2 и PlayStation Portable 5 из 10, отметив режим на выбывание для двух игроков и приличные кат-сцены, озвученные актёрами оригинального сериала, но критикуя в целом мягкую детскую атмосферу.  
| Совокупный балл          | Совокупный балл           |
| ------------------------ | ------------------------- |
| Metacritic               | (PSP) 60/100 (WII) 63/100 |
| Оценки на основе отзывов |                           |
| Eurogamer                | 5/10                      |
| GamesRadar               | 3,4/5                     |
| GameZone                 | 6,7/10                    |
| IGN                      | 7,8/10                    |
| Pocket Gamer             | 2,5/5                     |

### Продажи
К ноябрю 2008 года было продано более 2,5 миллионов копий игры по всему миру.